# Кронберг, Луи
Луи (Луис) Кронберг (англ. Louis Kronberg; 1872—1965) — американский художник и педагог. Среди его работ широко известны Behind the Footlights (Пенсильванская академия изящных искусств) и The Pink Sash (Метрополитен-музей).

## Биография
Родился в 1872 году в Бостоне, штат Массачусетс.
Живописи обучался в бостонской школе School of the Museum of Fine Arts у Эдмунда Тарбелла и Фрэнка Бенсона, где заслужил Longfellow Traveling Scholarship. Затем учился в Лиге студентов-художников Нью-Йорка и Академии Жюлиана (1894—1896) у Жан-Поля Лорана и Жана-Жозефа Бенжамен-Констана, а также персонально у французского художника Raphaël Collin. В Париже Кронберг был очарован работами Эдгара Дега.
Утвердившись в Бостоне, Кронберг стал преподавателем портрета в бостонской ассоциации Copley Society of Art. Кронберг был поддержан бостонским коллекционером и филантропом Изабеллой Гарднер; его работы были представлены в музее Изабеллы Стюарт Гарднер. Как и американский историк искусства Бернард Беренсон, Кронберг часто ездил в Париж где покупал полотна для музея Изабеллы Гарднер. Также его работы имеются в художественных музеях Бостона и Индианаполиса.
Луи Кронберг жил в Бостоне до 1919 года, затем переехал в Нью-Йорк. В 1921—1922 годах работал в Алжире и Испании. Позже осел в городе Палм-Бич, периодически совершая путешествия в Париж и обратно. В 1935 году он стал ассоциированным членом Американской академии искусств и наук. Он был известен также за свою благотворительную деятельность и поддержку художника Артура Клифтона Гудвина на протяжении более пятнадцати лет.
Умер 9 марта 1967 года в Палм-Бич, штат Флорида.

## Заслуги
- Луи Кронберг имел награды выставок Pan-Pacific Exposition в Сан-Франциско (1915) и Всемирной выставки в Париже (1937), клуба Salmagundi Club (1919).
- Был награждён французским орденом Почётного легиона (1951).